# Ready Steady Go
«Ready Steady Go» es el vigésimo primer sencillo de la banda L'Arc~en~Ciel, de su álbum SMILE. Es el primero tras tres años en los que se dedicaron a sus carreras de solistas.Se ha convertido en una de sus canciones más famosas dentro y fuera de Japón. Se incluye en el anime Full Metal Alchemist como segundo opening.
Esta canción sale en el videojuego de Inis, Ouendan.
| #  | Título                                 | Compuesta por:              |
| -- | -------------------------------------- | --------------------------- |
| 1. | READY STEADY GO                        | hyde (letra) tetsu (música) |
| 2. | READY STEADY GO (hydeless version)     | tetsu (música)              |
| 3. | READY STEADY GO (kenless version)      | hyde (letra) tetsu (música) |
| 4. | READY STEADY GO (tetsuless version)    | hyde (letra) tetsu (música) |
| 5. | READY STEADY GO (yukihiroless version) | hyde (letra) tetsu (música) |